# Staurogyne debilis
Staurogyne debilis är en akantusväxtart som först beskrevs av T. Anders., och fick sitt nu gällande namn av C. B. Cl.. Staurogyne debilis ingår i släktet Staurogyne och familjen akantusväxter. Inga underarter finns listade i Catalogue of Life.